# Seznam přírodních památek na Slovensku
Toto je seznam přírodních památek na Slovensku.
| Pořadové číslo | Název                                                       | Okres                      |
| -------------- | ----------------------------------------------------------- | -------------------------- |
| 1.             | Babiná                                                      | Ilava                      |
| 2.             | Babirátka                                                   | Považská Bystrica          |
| 3.             | Bábske jazierko (Babské jazero)                             | Šaľa                       |
| 4.             | Baricovie lúky (Baricech lúky)                              | Nové Mesto nad Váhom       |
| 5.             | Bátovský balvan                                             | Banská Bystrica            |
| 6.             | Beckovské hradné bralo                                      | Nové Mesto nad Váhom       |
| 7.             | Belanov kút                                                 | Topoľčany                  |
| 8.             | Beliansky potok                                             | Kežmarok                   |
| 9.             | Belinské skaly                                              | Lučenec                    |
| 10.            | Beňatinský travertín                                        | Sobrance                   |
| 11.            | Bestinné (Bestiné)                                          | Nové Mesto nad Váhom       |
| 12.            | Bešeňovské travertíny                                       | Ružomberok                 |
| 13.            | Biela jaskyňa                                               | Spišská Nová Ves           |
| 14.            | Biely vrch                                                  | Ilava                      |
| 15.            | Bíňanský sprašový profil                                    | Nové Zámky                 |
| 16.            | Blatné                                                      | Ružomberok                 |
| 17.            | Blažejová                                                   | Nové Mesto nad Váhom       |
| 18.            | Borotová                                                    | Nové Mesto nad Váhom       |
| 19.            | Bôrická mláka (Bôriková mláka)                              | Dolný Kubín                |
| 20.            | Bosmany                                                     | Považská Bystrica          |
| 21.            | Bradlové pásmo                                              | Sabinov                    |
| 22.            | Brehové porasty Dubovej (Brehové porasty potoka Dubová)     | Nové Mesto nad Váhom       |
| 23.            | Brekovská jaskyňa                                           | Humenné                    |
| 24.            | Brezovská dolina                                            | Ilava                      |
| 25.            | Briestenské skaly                                           | Považská Bystrica          |
| 26.            | Briežky (Gánovské travertíny II)                            | Poprad                     |
| 27.            | Brloh                                                       | Prievidza                  |
| 28.            | Bučkova jama                                                | Myjava                     |
| 29.            | Bukovina                                                    | Malacky                    |
| 30.            | Bukovinka (Travertínové terasy Bukovinka)                   | Ružomberok                 |
| 31.            | Bukovský prameň                                             | Čadca                      |
| 32.            | Bystré jazierko                                             | Šaľa                       |
| 33.            | Cetuna                                                      | Nové Mesto nad Váhom       |
| 34.            | Čakanovský profil                                           | Lučenec                    |
| 35.            | Čermiansky močiar                                           | Topoľčany                  |
| 36.            | Čertov žľab                                                 | Trnava                     |
| 37.            | Čertova skala (Biela skala)                                 | Košice-okolie              |
| 38.            | Čierne jazierko                                             | Šaľa                       |
| 39.            | Čierny potok                                                | Humenné                    |
| 40.            | Devínska lesostep                                           | Bratislava IV              |
| 41.            | Dogerské skaly                                              | Ružomberok                 |
| 42.            | Domašínsky meander                                          | Žilina                     |
| 43.            | Dračia studňa                                               | Ilava                      |
| 44.            | Drietomské bradlo (Ostrá Hôrka)                             | Trenčín                    |
| 45.            | Dudinské travertíny                                         | Krupina                    |
| 46.            | Farská skala                                                | Spišská Nová Ves           |
| 47.            | Grúň                                                        | Nové Mesto nad Váhom       |
| 48.            | Háje                                                        | Liptovský Mikuláš          |
| 49.            | Haluzická tiesňava (Haluzická súteska)                      | Nové Mesto nad Váhom       |
| 50.            | Havranka                                                    | Brezno                     |
| 51.            | Horná Roveň (Horná roveň)                                   | Banská Bystrica            |
| 52.            | Hrabkovské zlepence                                         | Prešov                     |
| 53.            | Blatné                                                      | Ružomberok                 |
| 54.            | Hradisko                                                    | Prievidza                  |
| 55.            | Hranovnické pleso (Hranovnícke pleso)                       | Poprad                     |
| 56.            | Hričovská skalná ihla                                       | Žilina                     |
| 57.            | Hričovské rífy                                              | Žilina                     |
| 58.            | Hybická tiesňava                                            | Liptovský Mikuláš          |
| 59.            | Chropovská strž                                             | Skalica                    |
| 60.            | Chvojnica                                                   | Skalica                    |
| 61.            | Ihráčske kamenné more                                       | Žiar nad Hronom            |
| 62.            | Ivanské rameno (pôvodne Ivánek)                             | Skalica                    |
| 63.            | Jahodnianske jazierka (Jahodnianske jazierko)               | Šaľa                       |
| 64.            | Jalovské vrstvy                                             | Rimavská Sobota            |
| 65.            | Jánošíkova skala                                            | Banská Bystrica            |
| 66.            | Jastrabská skala                                            | Žiar nad Hronom            |
| 67.            | Jazerec                                                     | Levoča                     |
| 68.            | Jazero (Ozero)                                              | Kežmarok                   |
| 69.            | Jazierko na Pažiti                                          | Levoča                     |
| 70.            | Jazierske travertíny                                        | Ružomberok                 |
| 71.            | Jovické rašelinisko                                         | Rožňava                    |
| 72.            | Kalamárka                                                   | Detva                      |
| 73.            | Kamenický sprašový profil                                   | Nové Zániky                |
| 74.            | Kamenná žena                                                | Veľký Krtíš                |
| 75.            | Kamienka                                                    | Humenné                    |
| 76.            | Kapitulské bralá                                            | Žiar nad Hronom            |
| 77.            | Kátovské rameno                                             | Skalica                    |
| 78.            | Kobylince                                                   | Prievidza                  |
| 79.            | Kohútová                                                    | Nové Mesto nad Váhom       |
| 80.            | Končitá                                                     | Prievidza                  |
| 81.            | Korniansky ropný prameň (Korňanský ropný prameň)            | Čadca                      |
| 82.            | Kosihovský Kamenný vrch                                     | Veľký Krtíš                |
| 83.            | Kožíkov vrch                                                | Myjava                     |
| 84.            | Králická tiesňava                                           | Banská Bystrica            |
| 85.            | Kraľoviansky meander                                        | Dolný Kubín                |
| 86.            | Kráľovská lúka                                              | Dunajská Streda            |
| 87.            | Krasniansky luh (Krasňanský luh)                            | Žilina                     |
| 88.            | Kráter (Travertínové jazierko Kráter)                       | Stará Ľubovňa              |
| 89.            | Krehora                                                     | Veľký Krtíš                |
| 90.            | Krivánsky potok                                             | Detva, Lučenec             |
| 91.            | Krivoklátska tiesňava                                       | Ilava                      |
| 92.            | Krivoklátske lúky                                           | Ilava                      |
| 93.            | Krkavá skala                                                | Ružomberok                 |
| 94.            | Krupinské bralce (Štangarígel)                              | Krupina                    |
| 95.            | Kurinov vrch                                                | Trenčín                    |
| 96.            | Kyjovské bradielko                                          | Stará Ľubovňa              |
| 97.            | Kyseľová                                                    | Senica                     |
| 98.            | Kysucká brána                                               | Kysucké Nové Mesto, Žilina |
| 99.            | Lednické skalky                                             | Puchov                     |
| 100.           | Limbašská vyvieračka                                        | Pezinok                    |
| 101.           | Lipovianske pieskovce                                       | Lučenec                    |
| 102.           | Litmanovský potok                                           | Stará Ľubovňa              |
| 103.           | Lúčanské travertíny (Travertíny na Lúčkach)                 | Ružomberok                 |
| 104.           | Ľupčiansky skalný hríb                                      | Banská Bystrica            |
| 105.           | Lysá hora                                                   | Stará Ľubovňa              |
| 106.           | Mačiansky presyp                                            | Galanta                    |
| 107.           | Majerova skala                                              | Banská Bystrica            |
| 108.           | Malachovské skalky                                          | Banská Bystrica            |
| 109.           | Malejov                                                     | Myjava                     |
| 110.           | Malé Morské oko                                             | Sobrance                   |
| 111.           | Malostankovské vresovisko                                   | Trenčín                    |
| 112.           | Margecianska línia                                          | Gelnica                    |
| 113.           | Mašiansky balvan (Balvan pri Maši)                          | Liptovský Mikuláš          |
| 114.           | Matejkovský kamenný prúd                                    | Ružomberok                 |
| 115.           | Meander Chrenovky                                           | Nové Zámky                 |
| 116.           | Meandre Lúžňanky (Meandre Lúžňanky)                         | Ružomberok                 |
| 117.           | Meliatsky profil                                            | Rožňava                    |
| 118.           | Melichova skala                                             | Detva                      |
| 119.           | Miličská skala                                              | Košice-okolie              |
| 120.           | Mitická slatina                                             | Trenčín                    |
| 121.           | Mníchova úboč                                               | Senica                     |
| 122.           | Mokvavý prameň                                              | Nové Mesto nad Váhom       |
| 123.           | Mostovské presypy (Mostovianske presypy)                    | Galanta                    |
| 124.           | Moštenické travertíny                                       | Banská Bystrica            |
| 125.           | Mužliansky potok                                            | Nové Zámky                 |
| 126.           | Nitriansky dolomitový lom (Triasový dolomitový útvar)       | Nitra                      |
| 127.           | Nitrica                                                     | Partizánske                |
| 128.           | Hutianske (Novoveská huta → Hutianske)                      | Spišská Nová Ves           |
| 129.           | Obtočník Váhu                                               | Nové Mesto nad Váhom       |
| 130.           | Ochodnický prameň                                           | Kysucké Nové Mesto         |
| 131.           | Okrúhly kopec                                               | Stará Ľubovňa              |
| 132.           | Opičia skala                                                | Rožňava                    |
| 133.           | Oravské hradné bralo (Hradné bralo)                         | Dolný Kubín                |
| 134.           | Ostrá hora                                                  | Levoča, Spišská Nová Ves   |
| 135.           | Ostrovica                                                   | Žarnovica                  |
| 136.           | Panský diel (Pánsky diel)                                   | Bratislava II              |
| 137.           | Pavúkov jarok                                               | Nové Mesto nad Váhom       |
| 138.           | Petkovský potok                                             | Vranov nad Topľou          |
| 139.           | Petrová (Petrova)                                           | Trenčín                    |
| 140.           | Podhorodský hradný vrch (Hradný vrch Podhoroď)              | Sobrance                   |
| 141.           | Podhorské (Podhoranské)                                     | Levoča                     |
| 142.           | Podmorský zosuv                                             | Prešov                     |
| 143.           | Poluvsianska skalná ihla                                    | Žilina                     |
| 144.           | Potok Chrenovka                                             | Nové Zániky                |
| 145.           | Potok Machnáč                                               | Trenčín                    |
| 146.           | Potok v Havránkovej doline                                  | Trenčín                    |
| 147.           | Prečínska skalka                                            | Považská Bystrica          |
| 148.           | Predajnianske vodopády                                      | Brezno                     |
| 149.           | Prielom Muráňa (Prielom Muráňky)                            | Rožňava                    |
| 150.           | Prielom Nitrice (Prielom Belánky)                           | Prievidza                  |
| 151.           | Prielom Teplého potoka                                      | Ružomberok                 |
| 152.           | Pseudoterasa Váhu                                           | Nové Mesto nad Váhom       |
| 153.           | Pucovské zlepence                                           | Dolný Kubín                |
| 154.           | Puchmajerovej jazierko                                      | Námestovo                  |
| 155.           | Putikov vŕšok                                               | Žarnovica                  |
| 156.           | Rajkovec                                                    | Trenčín                    |
| 157.           | Raková                                                      | Skalica                    |
| 158.           | Rebrá                                                       | Stará Ľubovňa              |
| 159.           | Rojkovská travertínová kopa                                 | Ružomberok                 |
| 160.           | Rösslerov lom                                               | Bratislava III             |
| 161.           | Selecké kamenné more                                        | Trenčín                    |
| 162.           | Selecký potok                                               | Trenčín                    |
| 163.           | Sivý kameň                                                  | Prievidza, Žarnovica       |
| 164.           | Sixova stráň                                                | Krupina                    |
| 165.           | Skalice                                                     | Ilava                      |
| 166.           | Skalka pri Beckove                                          | Nové Mesto nad Váhom       |
| 167.           | Skalky pri Údole                                            | Stará Ľubovňa              |
| 168.           | Skalná ihla                                                 | Stará Ľubovňa              |
| 169.           | Skalná päsť                                                 | Ružomberok                 |
| 170.           | Skaly pod Pariakovou                                        | Vranov nad Topľou          |
| 171.           | Slanický ostrov                                             | Námestovo                  |
| 172.           | Sninský kameň                                               | Snina                      |
| 173.           | Soví hrad                                                   | Lučenec                    |
| 174.           | Spády                                                       | Brezno                     |
| 175.           | Stará Bebrava                                               | Bánovce nad Bebravou       |
| 176.           | Stará Žitavá                                                | Nové Zániky                |
| 177.           | Strošovský močiar                                           | Ilava                      |
| 178.           | Strž (Triasový ríf pri Liptovskej Osade)                    | Ružomberok                 |
| 179.           | Súčanka                                                     | Trenčín                    |
| 180.           | Svinica                                                     | Trenčín                    |
| 181.           | Šašnatá (Šášnatá)                                           | Nové Mesto nad Váhom       |
| 182.           | Šifflovské (U Šifflov)                                      | Myjava                     |
| 183.           | Štefanová                                                   | Myjava                     |
| 184.           | Štrkovské presypy (Štrkovecké presypy)                      | Galanta                    |
| 185.           | Šútovská epigenéza                                          | Martin                     |
| 186.           | Tajovská kopa                                               | Banská Bystrica            |
| 187.           | Tisové skaly                                                | Pezinok                    |
| 188.           | Tomášikovský presyp                                         | Galanta                    |
| 189.           | Transgresia paleogénu pri Markušovciach                     | Spišská Nová Ves           |
| 190.           | Travertínová kopa (Tufová kopa)                             | Levice                     |
| 191.           | Travertínová kopa Sobotisko                                 | Levoča, Spišská Nová Ves   |
| 192.           | Trnovské rameno (Trnovecké mŕtve rameno)                    | Šaľa                       |
| 193.           | Trstinové jazero                                            | Košice-okolie              |
| 194.           | Turská skala                                                | Žilina                     |
| 195.           | Ulička                                                      | Snina                      |
| 196.           | Včelíny                                                     | Trenčín                    |
| 197.           | Veľké Ostré                                                 | Kysucké Nové Mesto         |
| 198.           | Veľký Inovec                                                | Zlaté Moravce              |
| 199.           | Veľký jarok                                                 | Piešťany                   |
| 200.           | Veporské skalky                                             | Banská Bystrica            |
| 201.           | Visiace skaly                                               | Piešťany                   |
| 202.           | Vlčianske mŕtve rameno                                      | Šaľa                       |
| 203.           | Vlčia skala                                                 | Ružomberok                 |
| 204.           | Vojtovský prameň                                            | Čadca                      |
| 205.           | Voniarsky jarok (Voňarský jarok)                            | Humenné                    |
| 206.           | Vyhniansky travertín                                        | Žiar nad Hronom            |
| 207.           | Vychylovské prahy                                           | Čadca                      |
| 208.           | Vychylovské skálie                                          | Čadca                      |
| 209.           | Vyvieračka pod Bachárkou (Občasná vyvieračka pod Bacharkou) | Trnava                     |
| 210.           | Zapikan                                                     | Vranov nad Topľou          |
| 211.           | Zárez Stravného potoka                                      | Vranov nad Topľou          |
| 212.           | Závadské skalky                                             | Gelnica                    |
| 213.           | Zlatá brázda                                                | Levoča                     |
| 214.           | Zolná                                                       | Banská Bystrica, Zvolen    |
| 215.           | Zrubárka                                                    | Senica                     |
| 216.           | Žakýlske pleso                                              | Banská Štiavnica           |
| 217.           | Žalostiná                                                   | Myjava                     |
| 218.           | Žipovské mŕtve rameno                                       | Vranov nad Topľou          |

## Zrušené
| Vyhlášeno | Zrušeno | Název | Okres      | Poznámka                                               |
| --------- | ------- | ----- | ---------- | ------------------------------------------------------ |
| 1974      | 2004    | Žiar  | Ružomberok | Zrušeno vyhláškou krajského úřadu v Žilině č. 10/2004. |